# Волково (Каменск-Уральский)
Во́лково — микрорайон города Каменска-Уральского Свердловской области, упразднённое в 1957 году село.

## География
Микрорайон Волково располагается на правом берегу реки Исети, на берегу Волковского водохранилища, в юго-восточной части города Каменска-Уральского. С севера-востока Волково примыкает к микрорайону Чкалово. На юге от него расположена промышленная зона.

## История
Село впервые встречается в документах начиная с 1709 года, как разорённое башкирами. Так же, село упомянуто на ландшафтной карте 1734 года Афанасия Кичигина. По одной из версий, село основал первопоселенец-каторжник Волков, от фамилии которой получило новое поселение. В 1762 году жители села принимали активное участие в восстании[каком?]. В 1842 году волковцы первыми в округе Каменского завода, присоединились к «картофельному бунту».
В начале XX века сельчане занимались преимущественно хлебопашеством, а также брали подряды на перевозку пшеницы с находящейся в самом селе крупчатомукомольной мельницы господина Брагина на ближайшую железнодорожную станцию Островская каменской ветки Екатеринбург-Тюменской железной дороги.
В 1916 году село относилось к Травянской волости. В 1928 году Волковское входило в Монастырский сельсовет Каменского района Шадринского округа Уральской области. В 1936 году село вошло в городскую черту Каменска-Уральского.
29 марта 1945 года Волковское вошло в образованный Красногорский район города Каменск-Уральский. 21 июня 1957 года село Волковское исключено из Монастырского сельсовета Каменского района и включено вместе с прилегающими к нему землями подсобного хозяйства завода п/я 4 в городскую черту Каменска-Уральского.
Сейчас территория села преобразована в микрорайон Волково.

## Население
- По данным 1904 года, в селе было 133 двора с населением 740 человек (мужчин — 360, женщин — 380), все русские[6].
- По данным переписи населения 1926 года, в селе Волковском было 197 дворов с населением 1022 человека (мужчин — 459, женщин — 563), все русские[4].

## Церковь Покрова Пресвятой Богородицы
В 1847 году деревянная, однопрестольная церковь с иконостасом и несколькими иконами была куплена жителями деревни Волковой в селе Травянском за 500 рублей, в связи с тем, что там была построена каменная церковь. Церковь была освящена во имя Покрова Пресвятой Богородицы, внутри и снаружи оштукатурена и ограждена деревянной оградой. В 1849—1902 годах храм был ремонтирован четыре раза и пришёл в ветхость. В начале 1900 годах церковный причт состоял из священника и псаломщика, для которых имелся 1 общественный дом.
В 1848 году деревня Волково вышла из состава прихода Каменского завода. В 1848—1874 годах Волковский приход состоял из одного села и деревни Красная горка, которая располагалась в 2 верстах на одном берегу с селом. В 1874 году к приходу была присоединена из Травянского прихода деревня Монастырская, которая располагалась в 2 верстах от села, на левом берегу реки Исети.
Численность прихожан на начало XX века было 1131 мужского и 1128 душ женского пола.

## Школа
В 1885 году в селе была организована церковно-приходская школа.